# 브와디스와프 3세 라스코노기

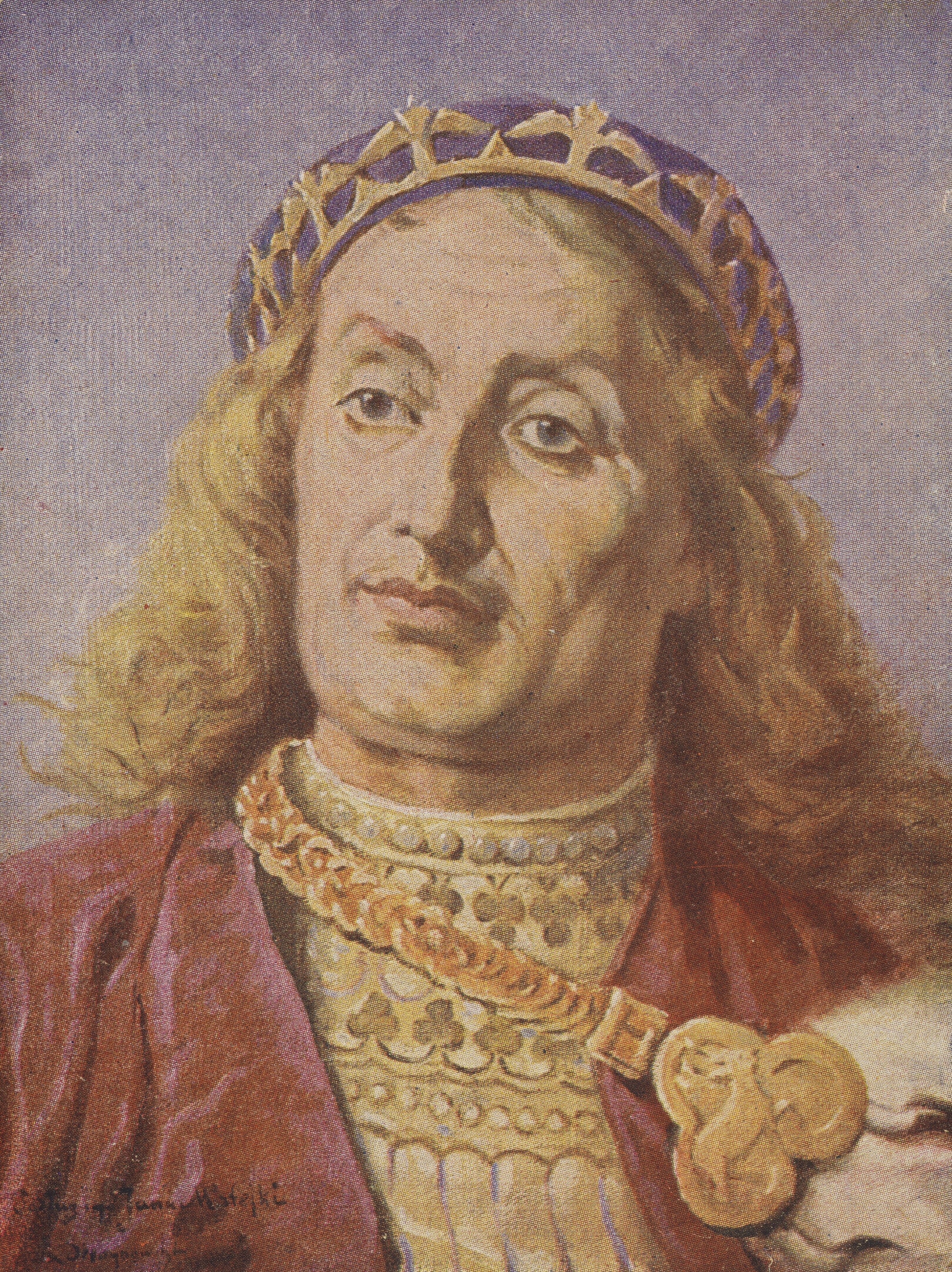
브와디스와프 3세 라스코노기

브와디스와프 3세(폴란드어: Władysław III, 1184년경 ~ 1231년 11월 3일)은 폴란드 고공(재위: 1202년 ~ 1206년, 1227년 ~ 1229년)으로 별명은 세발고공(폴란드어: Laskonogi 라스코노기[*])이다.
미에슈코 3세 공작의 다섯째 아들이며 그의 어머니는 키예프 대공국의 이자슬라프 2세 대공의 딸인 에우독시아(Eudoxia)이다. 대폴란드 공작(재위: 1194년 ~ 1229년), 크라쿠프 공작(재위: 1202년 ~ 1206년)을 역임했다.
1202년 미에슈코 3세의 뒤를 이어 폴란드의 공작으로 즉위했다. 1206년 칼리시 공국 문제로 인해 브와디스와프 오도니츠(Władysław Odonic)를 추방시켰지만 레셰크 1세에게 공작위를 넘겨주었다.
1216년 브와디스와프 오도니츠와 화해했고 1227년 레셰크 1세의 뒤를 이어 폴란드의 공작으로 복위했지만 1229년 콘라트 1세에 의해 폐위당했고 대폴란드 공작의 자리도 브와디스와프 오도니츠에게 넘겨주고 만다.